# Municipio de Kampeska
El municipio de Kampeska (en inglés: Kampeska Township) es un municipio ubicado en el condado de Codington en el estado estadounidense de Dakota del Sur. En el año 2010 tenía una población de 321 habitantes y una densidad poblacional de 3,46 personas por km².

## Geografía
El municipio de Kampeska se encuentra ubicado en las coordenadas 44°50′25″N 97°19′10″O / 44.84028, -97.31944. Según la Oficina del Censo de los Estados Unidos, el municipio tiene una superficie total de 92.74 km², de la cual 90,71 km² corresponden a tierra firme y (2,19 %) 2,04 km² es agua.

## Demografía
Según el censo de 2010, había 321 personas residiendo en el municipio de Kampeska. La densidad de población era de 3,46 hab./km². De los 321 habitantes, el municipio de Kampeska estaba compuesto por el 99,07 % blancos, el 0,31 % eran afroamericanos, el 0,31 % eran amerindios y el 0,31 % eran de una mezcla de razas. Del total de la población el 0 % eran hispanos o latinos de cualquier raza.